# تاكاشي كويزومي
تاكاشي كويزومي (باليابانية: 小泉堯史 ) (و. 1944  م) هو مخرج أفلام ياباني، ولد في ميتو، إيباراكي.

## التعليم
تعلم في جامعة واسيدا.

## وصلات خارجية
- تاكاشي كويزومي على موقع IMDb (الإنجليزية)
- تاكاشي كويزومي على موقع ألو سيني (الفرنسية)
- تاكاشي كويزومي على موقع أول موفي (الإنجليزية)
- تاكاشي كويزومي على موقع قاعدة بيانات الأفلام السويدية (السويدية)
- تاكاشي كويزومي على موقع قاعدة بيانات الفيلم (الإنجليزية)
- تاكاشي كويزومي على موقع كينوبويسك (الروسية)